# Jure Balkovec
Jure Balkovec (Novo mesto, 9 settembre 1994) è un calciatore sloveno, difensore del Fatih Karagümrük e della nazionale slovena.

## Carriera

### Club
Nella stagione 2010-2011 ha giocato 11 partite in massima serie con la maglia del Bela Krajina.
L'8 gennaio 2018 viene ufficializzato il passaggio a titolo definitivo al Bari, firmando un contratto fino al 2021. Il 13 marzo del 2018 esordisce con la maglia del Bari nella partita Bari-Spezia 1-1. Il 27 aprile 2018 segna il suo primo gol con la maglia del Bari con un sinistro da fuori area che decide la partita Bari-Virtus Entella 1-0. A fine stagione rimane svincolato dopo il fallimento del Bari.
Il 3 agosto 2018 viene ufficializzato il suo ingaggio da parte del Verona, insieme a Liam Henderson, a titolo definitivo. L'8 agosto del 2019 viene ingaggiato in prestito con diritto di riscatto dall'Empoli. Il 7 dicembre segna il primo gol con i toscani in occasione della sfida contro l'Ascoli, vinta per 2-1.
Il 9 settembre 2020 si svincola dal Verona. Due giorni dopo viene ingaggiato dal club turco del Fatih Karagümrük, neopromosso in Süper Lig.

### Nazionale
Ha giocato con le nazionali giovanili slovene under-18, 19 e Under-21, oltre che con la nazionale B. Viene convocato per la prima volta in nazionale maggiore nel marzo 2018, dove tuttavia non esordisce.
Esordisce qualche mese più tardi con la nazionale slovena, nella sfida di Nations League pareggiata per 1-1 contro Cipro sostituendo al 58' il capitano Bojan Jokić.

## Statistiche

### Presenze e reti nei club
Statistiche aggiornate al 26 maggio 2024.
| Stagione                | Squadra                 | Campionato              | Campionato | Campionato | Coppe nazionali | Coppe nazionali | Coppe nazionali | Coppe continentali | Coppe continentali | Coppe continentali | Altre coppe | Altre coppe | Altre coppe | Totale | Totale |
| Stagione                | Squadra                 | Comp                    | Pres       | Reti       | Comp            | Pres            | Reti            | Comp               | Pres               | Reti               | Comp        | Pres        | Reti        | Pres   | Reti   |
| ----------------------- | ----------------------- | ----------------------- | ---------- | ---------- | --------------- | --------------- | --------------- | ------------------ | ------------------ | ------------------ | ----------- | ----------- | ----------- | ------ | ------ |
| 2010-2011               | Bela Krajina            | 2. SNL                  | 11         | 0          | -               | -               | -               | -                  | -                  | -                  | -           | -           | -           | 11     | 0      |
| 2011-2012               | Domžale                 | 1. SNL                  | 12         | 1          | CS              | 0               | 0               | UEL                | 0                  | 0                  | SS          | 0           | 0           | 12     | 1      |
| 2012-2013               | Domžale                 | 1. SNL                  | 22         | 3          | CS              | 0               | 0               | -                  | -                  | -                  | -           | -           | -           | 22     | 3      |
| 2013-gen. 2014          | Domžale                 | 1. SNL                  | 4          | 0          | CS              | 1               | 0               | UEL                | 1                  | 0                  | -           | -           | -           | 6      | 0      |
| feb.-giu. 2014          | Krka                    | 1. SNL                  | 4          | 0          | CS              | 0               | 0               | -                  | -                  | -                  | -           | -           | -           | 4      | 0      |
| 2014-2015               | Radomlje                | 1. SNL                  | 29         | 0          | CS              | 1               | 0               | -                  | -                  | -                  | -           | -           | -           | 30     | 1      |
| 2015-2016               | Domžale                 | 1. SNL                  | 10         | 1          | CS              | 1               | 0               | UEL                | 0                  | 0                  | -           | -           | -           | 11     | 1      |
| 2016-2017               | Domžale                 | 1. SNL                  | 30         | 5          | CS              | 4               | 0               | UEL                | 3                  | 0                  | -           | -           | -           | 37     | 5      |
| 2017-gen. 2018          | Domžale                 | 1. SNL                  | 14         | 1          | CS              | 0               | 0               | UEL                | 8                  | 2                  | -           | -           | -           | 22     | 3      |
| Totale Domžale          | Totale Domžale          | Totale Domžale          | 92         | 11         |                 | 6               | 0               |                    | 12                 | 2                  |             | 0           | 0           | 110    | 13     |
| gen.-giu. 2018          | Bari                    | B                       | 11+1       | 1          | CI              | 0               | 0               | -                  | -                  | -                  | -           | -           | -           | 12     | 1      |
| 2018-2019               | Verona                  | B                       | 16         | 0          | CI              | 1               | 0               | -                  | -                  | -                  | -           | -           | -           | 17     | 0      |
| 2019-2020               | Empoli                  | B                       | 32         | 1          | CI              | 2               | 0               | -                  | -                  | -                  | -           | -           | -           | 34     | 1      |
| 2020-2021               | Fatih Karagümrük        | SL                      | 33         | 2          | CT              | -               | -               |                    | -                  | -                  |             | -           | -           | 33     | 2      |
| 2021-2022               | Fatih Karagümrük        | SL                      | 30         | 1          | TK              | 3               | 0               | -                  | -                  | -                  | -           | -           | -           | 33     | 1      |
| Totale Fatih Karagumruk | Totale Fatih Karagumruk | Totale Fatih Karagumruk | 63         | 3          |                 | 3               | 0               |                    | -                  | -                  |             | -           | -           | 66     | 3      |
| 2022-2023               | Alanyaspor              | SL                      | 29         | 4          | CT              | 2               | 0               |                    | -                  | -                  |             | -           | -           | 31     | 4      |
| 2023-2024               | Alanyaspor              | SL                      | 28         | 3          | CT              | 3               | 1               |                    | -                  | -                  |             | -           | -           | 31     | 4      |
| Totale Alanyaspor       | Totale Alanyaspor       | Totale Alanyaspor       | 57         | 7          |                 | 5               | 1               |                    | -                  | -                  |             | -           | -           | 62     | 8      |
| Totale carriera         | Totale carriera         | Totale carriera         | 316        | 23         |                 | 18              | 1               |                    | 12                 | 2                  |             | 0           | 0           | 346    | 26     |

### Cronologia presenze e reti in nazionale
| Cronologia completa delle presenze e delle reti in nazionale ― Slovenia | Cronologia completa delle presenze e delle reti in nazionale ― Slovenia | Cronologia completa delle presenze e delle reti in nazionale ― Slovenia | Cronologia completa delle presenze e delle reti in nazionale ― Slovenia | Cronologia completa delle presenze e delle reti in nazionale ― Slovenia | Cronologia completa delle presenze e delle reti in nazionale ― Slovenia | Cronologia completa delle presenze e delle reti in nazionale ― Slovenia | Cronologia completa delle presenze e delle reti in nazionale ― Slovenia |
| Data                                                                    | Città                                                                   | In casa                                                                 | Risultato                                                               | Ospiti                                                                  | Competizione                                                            | Reti                                                                    | Note                                                                    |
| ----------------------------------------------------------------------- | ----------------------------------------------------------------------- | ----------------------------------------------------------------------- | ----------------------------------------------------------------------- | ----------------------------------------------------------------------- | ----------------------------------------------------------------------- | ----------------------------------------------------------------------- | ----------------------------------------------------------------------- |
| 16-10-2018                                                              | Lubiana                                                                 | Slovenia                                                                | 1 – 1                                                                   | Cipro                                                                   | UEFA Nations League 2018-2019 - 1º turno                                | -                                                                       | 58’                                                                     |
| 6-9-2019                                                                | Lubiana                                                                 | Slovenia                                                                | 2 – 0                                                                   | Polonia                                                                 | Qual. Euro 2020                                                         | -                                                                       |                                                                         |
| 9-9-2019                                                                | Lubiana                                                                 | Slovenia                                                                | 3 – 2                                                                   | Israele                                                                 | Qual. Euro 2020                                                         | -                                                                       | 46’                                                                     |
| 10-10-2019                                                              | Skopje                                                                  | Macedonia del Nord                                                      | 2 – 1                                                                   | Slovenia                                                                | Qual. Euro 2020                                                         | -                                                                       |                                                                         |
| 13-10-2019                                                              | Lubiana                                                                 | Slovenia                                                                | 0 – 1                                                                   | Austria                                                                 | Qual. Euro 2020                                                         | -                                                                       |                                                                         |
| 19-11-2019                                                              | Varsavia                                                                | Polonia                                                                 | 3 – 2                                                                   | Slovenia                                                                | Qual. Euro 2020                                                         | -                                                                       |                                                                         |
| 3-9-2020                                                                | Lubiana                                                                 | Slovenia                                                                | 0 – 0                                                                   | Grecia                                                                  | UEFA Nations League 2020-2021 - 1º turno                                | -                                                                       |                                                                         |
| 6-9-2020                                                                | Lubiana                                                                 | Slovenia                                                                | 1 – 0                                                                   | Moldavia                                                                | UEFA Nations League 2020-2021 - 1º turno                                | -                                                                       |                                                                         |
| 11-10-2020                                                              | Pristina                                                                | Kosovo                                                                  | 0 – 1                                                                   | Slovenia                                                                | UEFA Nations League 2020-2021 - 1º turno                                | -                                                                       |                                                                         |
| 14-10-2020                                                              | Chișinău                                                                | Moldavia                                                                | 0 – 4                                                                   | Slovenia                                                                | UEFA Nations League 2020-2021 - 1º turno                                | -                                                                       |                                                                         |
| 15-11-2020                                                              | Lubiana                                                                 | Slovenia                                                                | 2 – 1                                                                   | Kosovo                                                                  | UEFA Nations League 2020-2021 - 1º turno                                | -                                                                       |                                                                         |
| 18-11-2020                                                              | Atene                                                                   | Grecia                                                                  | 0 – 0                                                                   | Slovenia                                                                | UEFA Nations League 2020-2021 - 1º turno                                | -                                                                       | 88’                                                                     |
| 24-3-2021                                                               | Lubiana                                                                 | Slovenia                                                                | 1 – 0                                                                   | Croazia                                                                 | Qual. Mondiali 2022                                                     | -                                                                       |                                                                         |
| 27-3-2021                                                               | Soči                                                                    | Russia                                                                  | 2 – 1                                                                   | Slovenia                                                                | Qual. Mondiali 2022                                                     | -                                                                       |                                                                         |
| 30-3-2021                                                               | Strovolos                                                               | Cipro                                                                   | 1 – 0                                                                   | Slovenia                                                                | Qual. Mondiali 2022                                                     | -                                                                       | 81’                                                                     |
| 1-6-2021                                                                | Skopje                                                                  | Macedonia del Nord                                                      | 1 – 1                                                                   | Slovenia                                                                | Amichevole                                                              | -                                                                       | 4’                                                                      |
| 1-9-2021                                                                | Lubiana                                                                 | Slovenia                                                                | 1 – 1                                                                   | Slovacchia                                                              | Qual. Mondiali 2022                                                     | -                                                                       |                                                                         |
| 4-9-2021                                                                | Lubiana                                                                 | Slovenia                                                                | 1 – 0                                                                   | Malta                                                                   | Qual. Mondiali 2022                                                     | -                                                                       |                                                                         |
| 7-9-2021                                                                | Spalato                                                                 | Croazia                                                                 | 3 – 0                                                                   | Slovenia                                                                | Qual. Mondiali 2022                                                     | -                                                                       | 65’                                                                     |
| 8-10-2021                                                               | Ta' Qali                                                                | Malta                                                                   | 0 – 4                                                                   | Slovenia                                                                | Qual. Mondiali 2022                                                     | -                                                                       |                                                                         |
| 11-10-2021                                                              | Maribor                                                                 | Slovenia                                                                | 1 – 2                                                                   | Russia                                                                  | Qual. Mondiali 2022                                                     | -                                                                       |                                                                         |
| 11-11-2021                                                              | Trnava                                                                  | Slovacchia                                                              | 2 – 2                                                                   | Slovenia                                                                | Qual. Mondiali 2022                                                     | -                                                                       |                                                                         |
| 14-11-2021                                                              | Lubiana                                                                 | Slovenia                                                                | 2 – 1                                                                   | Cipro                                                                   | Qual. Mondiali 2022                                                     | -                                                                       |                                                                         |
| 12-6-2022                                                               | Lubiana                                                                 | Slovenia                                                                | 2 – 2                                                                   | Serbia                                                                  | UEFA Nations League 2022-2023 - 1º turno                                | -                                                                       | 46’                                                                     |
| 27-9-2022                                                               | Solna                                                                   | Svezia                                                                  | 1 – 1                                                                   | Slovenia                                                                | UEFA Nations League 2022-2023 - 1º turno                                | -                                                                       | 64’                                                                     |
| 17-11-2022                                                              | Cluj-Napoca                                                             | Romania                                                                 | 1 – 2                                                                   | Slovenia                                                                | Amichevole                                                              | -                                                                       | 48’ 70’                                                                 |
| 23-3-2023                                                               | Astana                                                                  | Kazakistan                                                              | 1 – 2                                                                   | Slovenia                                                                | Qual. Euro 2024                                                         | -                                                                       | 46’                                                                     |
| 26-3-2023                                                               | Lubiana                                                                 | Slovenia                                                                | 2 – 0                                                                   | San Marino                                                              | Qual. Euro 2024                                                         | -                                                                       | 58’                                                                     |
| 16-6-2023                                                               | Helsinki                                                                | Finlandia                                                               | 2 – 0                                                                   | Slovenia                                                                | Qual. Euro 2024                                                         | -                                                                       |                                                                         |
| 7-9-2023                                                                | Lubiana                                                                 | Slovenia                                                                | 4 – 2                                                                   | Irlanda del Nord                                                        | Qual. Euro 2024                                                         | -                                                                       | 85’                                                                     |
| 10-9-2023                                                               | Serravalle                                                              | San Marino                                                              | 0 – 4                                                                   | Slovenia                                                                | Qual. Euro 2024                                                         | -                                                                       | 66’                                                                     |
| 21-3-2024                                                               | Ta' Qali                                                                | Malta                                                                   | 2 – 2                                                                   | Slovenia                                                                | Amichevole                                                              | -                                                                       |                                                                         |
| 8-6-2024                                                                | Lubiana                                                                 | Slovenia                                                                | 1 – 1                                                                   | Bulgaria                                                                | Amichevole                                                              | -                                                                       | 72’                                                                     |
| 25-6-2024                                                               | Colonia                                                                 | Inghilterra                                                             | 0 – 0                                                                   | Slovenia                                                                | Euro 2024 - 1º turno                                                    | -                                                                       | 90+1’                                                                   |
| 1-7-2024                                                                | Francoforte sul Meno                                                    | Portogallo                                                              | 0 – 0 dts (3 – 0 dtr)                                                   | Slovenia                                                                | Euro 2024 - Ottavi di finale                                            | -                                                                       | 107’                                                                    |
| 6-9-2024                                                                | Lubiana                                                                 | Slovenia                                                                | 1 – 1                                                                   | Austria                                                                 | UEFA Nations League 2024-2025 - 1º turno                                | -                                                                       | 86’                                                                     |
| 9-9-2024                                                                | Lubiana                                                                 | Slovenia                                                                | 3 – 0                                                                   | Kazakistan                                                              | UEFA Nations League 2024-2025 - 1º turno                                | -                                                                       | 87’                                                                     |
| 10-10-2024                                                              | Oslo                                                                    | Norvegia                                                                | 3 – 0                                                                   | Slovenia                                                                | UEFA Nations League 2024-2025 - 1º turno                                | -                                                                       | 57’                                                                     |
| Totale                                                                  |                                                                         | Presenze                                                                | 38                                                                      |                                                                         | Reti                                                                    | 0                                                                       |                                                                         |

## Palmares

### Club

#### Competizioni nazionali
- Coppa di Slovenia: 1

Domžale: 2016-2017